# Temple de la Terre
Le temple de la Terre (mandchou : ᠨᠠ ᡳ
ᠮᡠᡍᡩᡝᡥᡠᠨ translittération : na-i mukdehun ; chinois simplifié : 地坛 ; chinois traditionnel : 地壇 ; pinyin : dìtán) est un autel dans le district de Dongcheng, à Pékin, capitale de la république populaire de Chine. Il se trouve dans le parc du même nom.
Situé au nord de la cité interdite, en dehors des anciennes fortifications de Pékin, il est avec le temple du Ciel au sud, le temple du Soleil à l'est, et le temple de la Lune, à l'ouest, tous situés dans des jardins portant leur nom, un des quatre principaux temples de l'aire impériale.
Il est situé à quelques centaines de mètres au nord du temple de Yonghe, le principal temple du bouddhisme tibétain de la ville, et également à proximité du temple de Confucius.

## Galerie

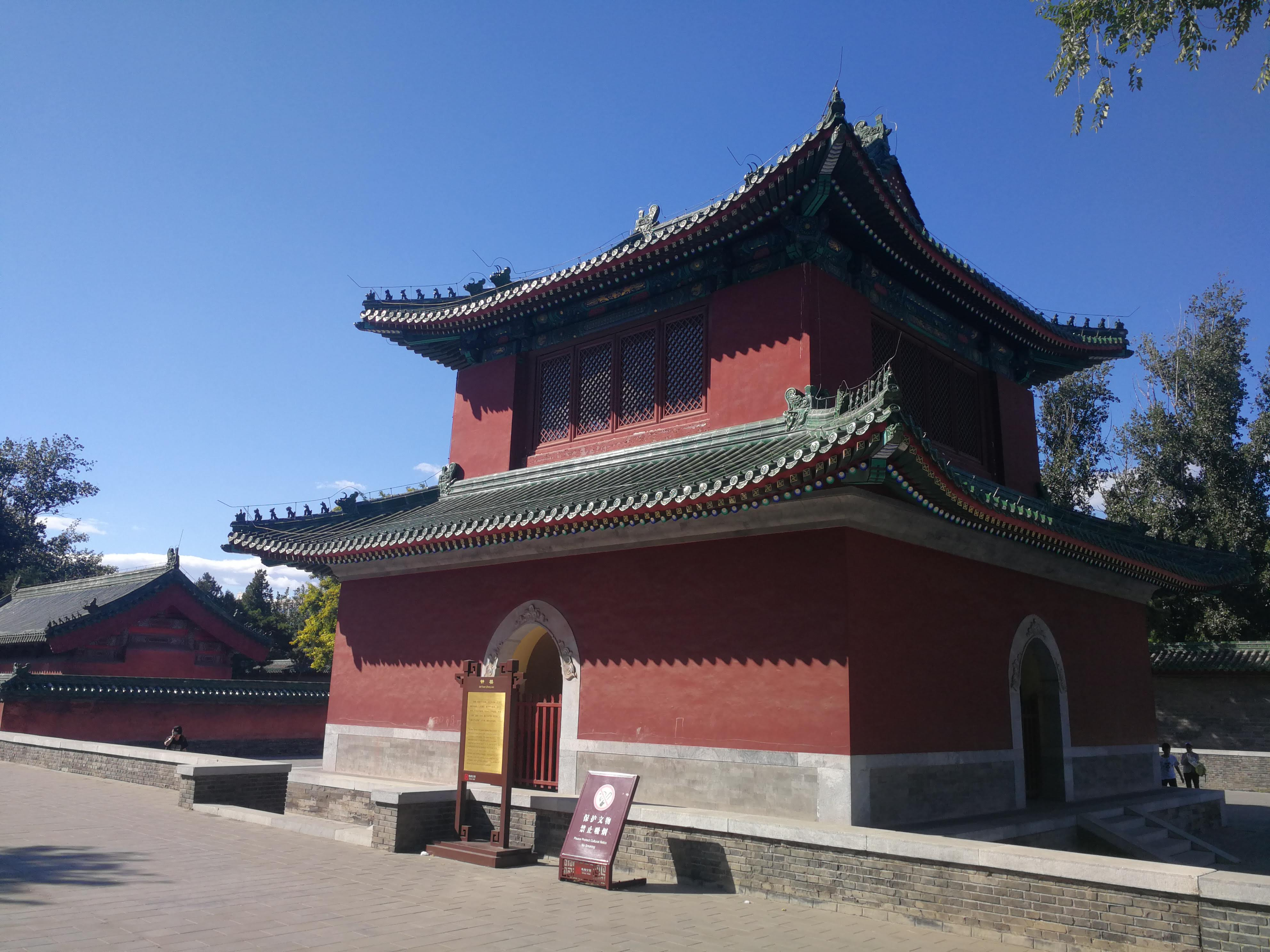
Tour du tambour dans le parc
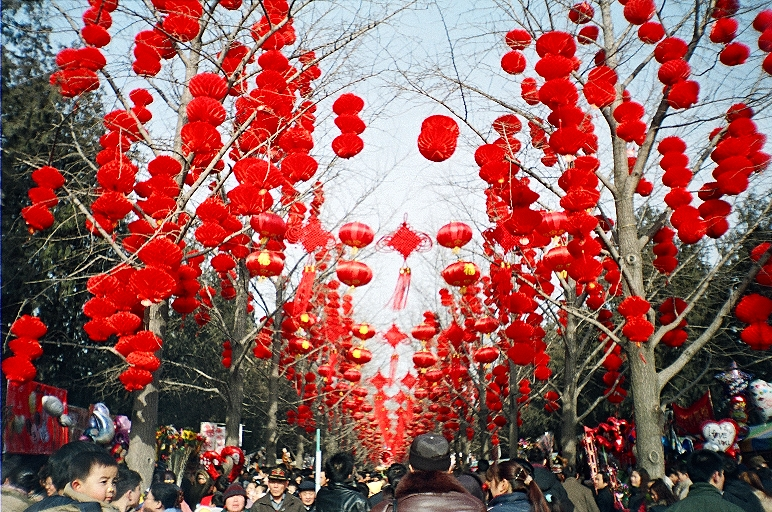
lanternes pendant la fête des lanternes
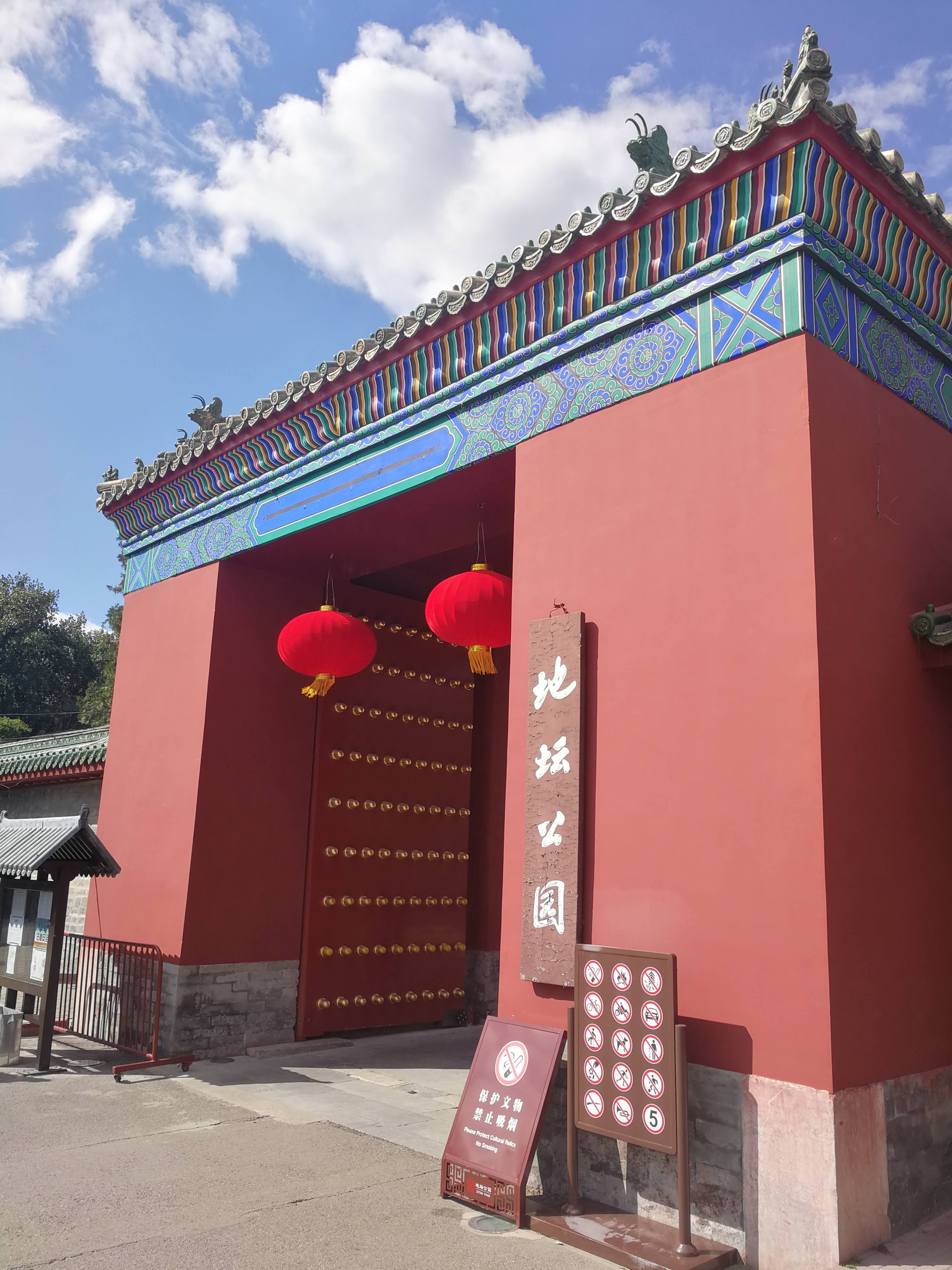
Grande porte Sud